# Platja de La Escaladina
La platja de la Escaladina, també coneguda com «El Chao», és una platja situada en l'occident del Principat d'Astúries (Espanya), en el concejo de Valdés i pertany a la localitat de Barcia, dins de la Costa Occidental d'Astúries emmarcada a l'àrea coneguda com a Paisatge Protegit de la Costa Occidental d'Astúries. Estant catalogada com a Paisatge protegit, ZEPA i LIC.

## Descripción
Té forma de petxina, la longitud mitjana és d'aproximadament 200 m i una amplària mitjana d'uns 15 m. El seu entorn és rural, amb un grau d'urbanització i una perillositat alta. L'accés per als vianants és d'un km de longitud i és de fàcil recorregut. El jaç és palets i amb moltes roques. Té una espècie d'estuari anomenat «La Bañera» (per la forma que presenta) i que és molt adequat per al bany infantil. Durant la baixamar i a la zona més a l'oest apareix un pedrer conegut amb «El Carretón». Les activitats més recomanades són la pesca submarina i l'esportiva amb canya. Per al bany cal anar proveït de calçat adequat, ja que en el jaç afloren nombroses roques amb arestes molt afilades. També han de prendre's precaucions els dies en què hi ha fort marejada, ja que llavors el mar escombra tota la zona amb gran força.
Per accedir a aquesta platja cal arribar a la vila de Barcia i dirigir-se al baixador del tren. Des d'allí es pren un camí bastant estret que es dirigeix al nord i després de recórrer uns 900 m s'arriba a la platja. En aquesta hi ha una desembocadura fluvial i al poble proper de Barcellina hi ha unes cases de indianos; en el de Barcia està l'església parroquial de Sant Sebastià.